# Sabra (Kampfpanzer)
Der Sabra Mk.III oder auch M60T ist eine kampfwertgesteigerte israelische Weiterentwicklung des US-Kampfpanzers M60 und war Teil des Panzer-Modernisierungsprogramms des türkischen Heeres.

## Entwicklung und Modernisierungsprogramm
Das Hauptinstandhaltungskommando der türkischen 2. Armee rüstete von 2006 bis 2009 170 ihrer M60A1-Panzer mit einem modularen Panzerungssatz aus, der von Israel Military Industries (IMI) entwickelt worden war und im Rahmen eines Technologieaustausches nun in Teilen auch in der Türkei in Lizenz zusammengesetzt und montiert wurde.
Der erste Prototyp wurde im Mai 2006 fertiggestellt und geprüft. Etliche weitere Prototypen durchliefen als Teil eines Vertrages über 688 Millionen Dollar, der am 29. März 2002 zwischen den beiden Staaten geschlossen worden war, sowohl in Israel als auch in der Türkei diverse Testreihen. Das Modernisierungsprogramm soll seit April 2009 abgeschlossen sein. M60A1, die nicht von diesem Programm erfasst werden, sollen in ähnlicher Weise, aber in türkischer Eigenregie, modernisiert werden.
Nach Aussagen des israelischen Militärs soll der Sabra Mk. III (M60T) eher wie eine völlig neue und eigenständige Entwicklung anmuten, anstatt wie eine weitere Version des M60.

## Technik
Der Sabra Mk. III hat einen zusätzlich aufgesetzten 12,7-mm-M85-Turm mit einem integrierten unabhängigen Wärmebildgerät (Commander’s Independent Thermal View – CITV) nur für den Kommandanten, der von innen bedient werden kann. Die Kampfwertsteigerung beinhaltet eine elektrisch gesteuerte Rohr- und Turmstabilisierung von Elbit Systems sowie eine integrierte Feuerleitlösung der Fa. Aselsan für die 120-mm-Glattrohrkanone von MKEK.
Der Panzer ist zusätzlich mit einem Wärmebildsystem für die Hauptwaffe, einem automatischen Feuerlösch- und Explosionsunterdrückungssystem, einem Bedrohungswarnsystem, einer Nebelmittelwurfanlage und einem integrierten Soltam-60-mm-Mörser ausgerüstet.
Die Kampfwertsteigerung beinhaltet auch die Reaktivpanzerung des israelischen Merkava Mk.IV, einen 1000-PS-Turbodieselmotor von MTU Friedrichshafen, eine Komplettmodernisierung der elektrischen Systeme und der Feuerleitelektronik, einschließlich einer Infrarotanlage sowie Sensoren für chemische und radiologische Bedrohungen und ein ABC-Schutzsystem.